# Аллон (Альпы Верхнего Прованса)
Алло́н (фр. Allons, окс. Alonh) — коммуна во Франции, находится в регионе Прованс — Альпы — Лазурный Берег. Департамент коммуны — Альпы Верхнего Прованса. Входит в состав кантона Сент-Андре-лез-Альп. Округ коммуны — Кастелан.
Код INSEE коммуны — 04005.

## Население
Население коммуны на 2008 год составляло 131 человек.
| 1962 | 1968 | 1975 | 1982 | 1990 | 1999 | 2008 |
| ---- | ---- | ---- | ---- | ---- | ---- | ---- |
| 61   | 64   | 65   | 62   | 73   | 81   | 131  |

## Экономика
В 2007 году среди 62 человек в трудоспособном возрасте (15—64 лет) 33 были экономически активными, 29 — неактивными (показатель активности — 53,2 %, в 1999 году было 68,8 %). Из 33 активных работали 30 человек (22 мужчины и 8 женщин), безработными были 3 женщины. Среди 29 неактивных 5 человек были учениками или студентами, 14 — пенсионерами, 10 были неактивными по другим причинам.